# Vajramitra
Vajramitra foi o oitavo imperador do Império Sunga, dinastia que se estendeu num período de tempo entre o ano de 185 a.C. e o ano 73 a.C. Foi antecedido no trono por Gosa e sucedido por Bagabadra.